# Парад кохання
Парад кохання (нім. Loveparade) — один з набільших фестивалів техно у світі, що проходить в липні в Німеччині. З 1989 по 2006 роки проводився в Берліні, з 2007 — в різних містах Рурського регіона. Паради 2004 і 2005 в Берліні і 2009 в Бохумі були скасовані.

## Історія
Перший парад був організований влітку 1989 року Матіасом Реінгом (alias Dr. Motte). До 1999 року кількість учасників зросла з 150 до 1,5 мільйонів чоловік. Після паузи в 2004–2005 роках, в 2006 році фестиваль відбувся знову і знову залучив більше мільйона відвідувачів. Наступний фестиваль був запланований на 7 липня 2007 року, проте захід не отримав дозвіл на проведення. У результаті активних пошуків нового місця проведення 15 червня 2007 року було оголошено, що парад любові в найближчі 5 років буде проходити в Рурському регіоні. 25 серпня 2007 фестиваль з 1,2 мільйонами учасників пройшов у Ессені, 19 липня 2008 з 1,6 мільйонами відвідувачів — в Дортмунді. На минулому в Дуйсбурзі фестивалі 24 липня 2010 з 0,4 мільйонами учасників під час масової тисняви на вході загинуло 20 людей, 511 постраждали. У 2011 році проведення параду любові було заплановано в Гельзенкірхені, проте через трагічний інцидент на параді 2010, парад більше не буде проводитися на території Німеччини.

## Гімни
Кожний німецький парад має свій гімн.
| Рік  | Виконавець                   | Назва гімну                       |
| ---- | ---------------------------- | --------------------------------- |
| 1997 | Dr. Motte and WestBam        | Sunshine                          |
| 1998 | Dr. Motte and WestBam        | One World One Future              |
| 1999 | Dr. Motte and WestBam        | Music Is the Key                  |
| 2000 | Dr. Motte and WestBam        | Love Parade 2000                  |
| 2001 | The Love Committee           | You Can't Stop Us                 |
| 2002 | The Love Committee           | Access Peace                      |
| 2003 | The Love Committee           | Love Rules                        |
| 2006 | WestBam & the Love Committee | United States of Love             |
| 2007 | WestBam & the Love Committee | Love Is Everywhere (New Location) |
| 2008 | WestBam & the Love Committee | Highway to Love                   |
| 2010 | Anthony Rother               | The Art of Love                   |

## Список «парадів кохання»

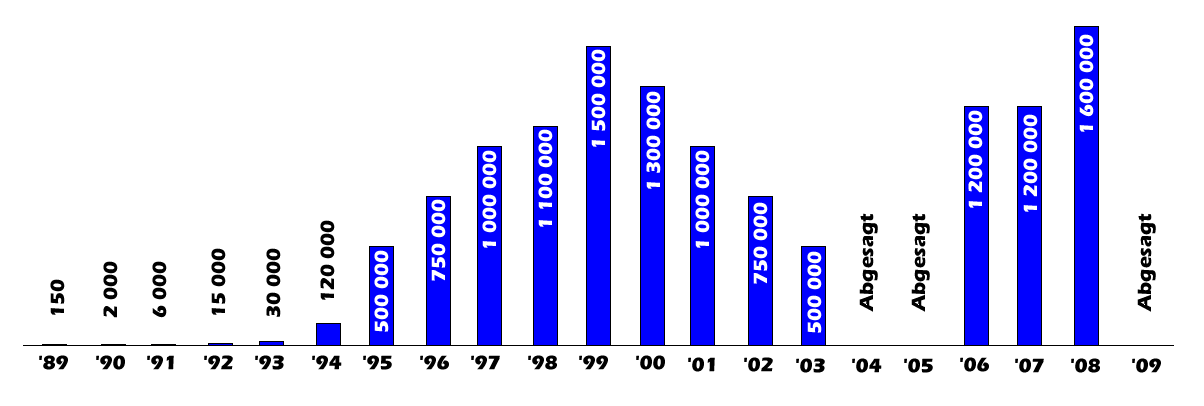
Кількість відвідувачів згідно з даними організаторів

Паради любові проводилися також у Акапулько, Відень, Кейптаун, Мехіко, Сан-Франциско, Сантьяго і Тель-Авіві, причому паради в містах Акапулько, Сан-Франциско, Сантьяго і Тель-Авіві проводяться і до цього дня.
| Рік  | Місце                                         | Девіз                                                  | Учасники  |
| ---- | --------------------------------------------- | ------------------------------------------------------ | --------- |
| 1989 | Берлін                                        | Friede, Freude, Eierkuchen (Eng.) Peace, Joy, Pancakes | 150       |
| 1990 | Берлін                                        | The Future Is Ours                                     | 2,000     |
| 1991 | Берлін                                        | My House Is Your House And Your House Is Mine          | 6,000     |
| 1992 | Берлін                                        | The Spirit Makes You Move                              | 15,000    |
| 1993 | Берлін                                        | The Worldwide Party People Weekend                     | 31,000    |
| 1994 | Берлін                                        | Love 2 Love                                            | 110,000   |
| 1995 | Берлін                                        | Peace on Earth                                         | 280,000   |
| 1996 | Берлін                                        | We Are One Family                                      | 750,000   |
| 1997 | Берлін                                        | Let the Sunshine In Your Heart                         | 1,000,000 |
| 1997 | Сідней                                        |                                                        |           |
| 1998 | Берлін                                        | One World One Future                                   | 800,000   |
| 1999 | Берлін                                        | Music Is The Key                                       | 1,500,000 |
| 2000 | Берлін                                        | One World One Loveparade                               | 1,300,000 |
| 2000 | Лідс                                          | Radio One — One Love                                   | 300,000   |
| 2001 | Берлін                                        | Join The Love Republic                                 | 800,000   |
| 2001 | Ньюкасл (скасовано)                           |                                                        |           |
| 2002 | Берлін                                        | Access Peace                                           | 750,000   |
| 2002 | Мехіко                                        |                                                        |           |
| 2003 | Берлін                                        | Love Rules                                             | 750,000   |
| 2004 | Сан-Франциско                                 |                                                        |           |
| 2005 | Сан-Франциско                                 |                                                        |           |
| 2005 | Сантьяго                                      | Sal a la calle y baila (eng. Get out there and dance)  | 100,000   |
| 2006 | Берлін                                        | Кохання повертається                                   | 1,200,000 |
| 2006 | Сан-Франциско (як San Francisco LovEvolution) |                                                        |           |
| 2006 | Сантьяго                                      | El Baile es de Todos                                   | 200,000   |
| 2007 | Ессен                                         | Love is everywhere                                     | 1,200,000 |
| 2007 | Каракас                                       | Live the Love!                                         | 80,000    |
| 2007 | Сан-Франциско                                 | як San Francisco LovEvolution                          | 89,000    |
| 2008 | Дортмунд                                      | Highway to love                                        | 1,600,000 |
| 2008 | Роттердам                                     | Olympic Edition                                        | 500,000   |
| 2008 | Сан-Франциско                                 | як San Francisco LovEvolution                          | 120,000   |
| 2008 | Каракас                                       | Keep the Love Alive!                                   |           |
| 2009 | Бохум (скасовано)                             |                                                        |           |
| 2009 | Сан-Франциско                                 | як San Francisco LovEvolution                          | 150,000   |
| 2010 | Дуйсбург                                      | Мистецтво кохання                                      | 1,400,000 |